# Apol·lodor d'Atenes
|  | No s'ha de confondre amb Apol·lodor d'Atenes (pintor) o Apol·lodor (general atenès). |

Apol·lodor d'Atenes, dit també el Gramàtic (grec antic: Άπολλόδωρος, llatí: Apollodorus), fou un gramàtic atenès, fill de cert Asclepíades i deixeble d'Aristarc de Samotràcia, de Paneci de Rodes, i de Diògenes el Babiloni. Va florir cap a l'any 140 aC, pocs anys després de la destrucció de Corint. No es coneix res de la seva biografia.
Va escriure alguns llibres històrics i altres sobre variats temes. Se sap que una de les seves obres històriques (Xρονικά) la va escriure el 143 aC i la va dedicar a Àtal II de Pèrgam, que va morir l'any 138 aC, però no se sap si Apol·lodor va viure més enllà d'aquesta data.
De les obres que va escriure només n'ha romàs una, i encara de forma parcial (atès que actualment es considera que l'atribució a Apol·lodor és errònia), que porta el títol de Βιβλιοθήκη (Biblioteca) i consta de tres llibres. És la més popular entre les obres existents d'aquest tipus. Conté un relat ben ordenat de nombrosos temes de la mitologia i de l'època dels herois de Grècia. L'obra recull molts passatges dels poetes, especialment dels poetes eòlics, de logògrafs i d'historiadors. Comença parlant de l'origen dels déus i arriba fins a l'època de Teseu, on sobtadament s'acaba. La part final conté les històries de les famílies de Pèlops i Atreu, i probablement incloïa tot el cicle de Troia. La primera part de l'obra parla dels antics mites de la teogonia (origen dels déus) i la cosmogonia (origen del món), ordenats segons les diferents creences dels països grecs, segons Foci. Els antics van valorar molt aquesta obra, car constituïa una recopilació dels comentaris sobre el tema fets pels poetes grecs, i que avui tenen molt de valor, atès que la major part de les obres de les quals Apol·lodor va obtenir la seva informació, així com d'altres obres semblants a la d'Apol·lodor, ara no existeixen.
Apol·lodor relata les seves històries mítiques amb un estil senzill i parla només d'allò que va trobar a les seves fonts, sense interpolar res ni modificar les formes genuïnes de les llegendes per intentar explicar-ne el significat. Amb aquesta simplicitat extrema, la Biblioteca esdevé més un catàleg d'esdeveniments que no pas una història, però alhora serveix per reconèixer les diferents fonts d'Apol·lodor. De totes maneres, aquesta obra ara és atribuïda a l'autor conegut com el Pseudo-Apol·lodor.
Hom li va atribuir un catàleg sobre copes i vasos, però segons Ateneu de Nàucratis el va escriure Apol·lodor de Cirene. Segons Natalis Comes fou també Apol·lodor de Cirene el que va escriure aquesta obra anomenada Biblioteca.
De les seves obres en resten alguns fragments esparsos:
- 1. Περὶ τῶν Ἀθήνησιν ἑταίρων, sobre els cortesans atenencs. Recollit per Ateneu de Nàucratis.
- 2. Ἀντιγραφὴ πρὸς τὴν Ἀριστοκλέους ὲπιστμήν, que també recull Ateneu.
- 3. Γῆς περίοδος, κωμικῷ μέτρῳ, és a dir, una Geografia Universal en versos iàmbics, paral·lela als Iambes al Rei Nicomedes, segons indica Estrabó.
- 4. Περὶ Ἐπιχάρμου, un comentari sobre les obres de teatre del poeta còmic Epicarm, en deu llibres, mencionat per Porfiri i per Plotí.
- 5. Ἐτυμολογίαι, o Etimologies, una obra a la qual es fa referència sovint, encara que no sempre amb aquest títol.
- 6. Περὶ Θεῶν, en vint-i-quatre llibres. Aquesta obra contenia la mitologia grega, els orígens dels déus. La Biblioteca, que explicava les èpoques heroiques, n'era una mena de continuació.
- 7. Περὶ νεῶν καταλόγου o περὶ νεῶν, una explicació històrica i geogràfica del Catàleg de les naus del segon llibre de la Ilíada. Constava de dotze llibres, i sovint la cita Estrabó i altres escriptors antics.
- 8. Περπὶ Σώφρονος, un comentari sobre els μῖμος (Mims) de Sofró. Ateneu de Nàucratis cita el tercer llibre i el quart es troba mencionat en un escoli sobre Aristòfanes.
- 9. Χρονικὰ o χρονικὴ σύνταξις, una crònica en versos iàmbics, que contenia una història de 1040 anys, des de la destrucció de Troia (1184) fins a la seva pròpia època, el 143 aC. Era una mena de continuació de la Biblioteca, i completava la història des de l'origen dels déus i del món fins al moment en què va viure. No se sap quants llibres la componien. Esteve de Bizanci menciona un quart llibre, i Jordi Sincel·le també menciona l'obra.[2]